# Abedallah Shelbayh
Abedallah Shelbayh (in arabo عبد الله شلباية‎?; Amman, 16 novembre 2003) è un tennista giordano.
I suoi migliori ranking ATP sono stati il 181º posto in singolare raggiunto a gennaio 2024 e il 177º in doppio raggiunto nel dicembre dello stesso anno.

## Carriera
Dopo aver giocato principalmente in tornei Futures e Challenger fa il suo esordio nel circuito ATP nel 2023, diventanto il primo tennista giordano a parteciapre ad un torneo del circuito maggiore.
Il primo incontro lo gioca a Doha, grazie ad una wild-card, dove viene sconfitto al primo turno mentre a Banja Luka riesce a superare le qualificazioni e, una volta nel tabellone principale, supera Elias Ymer prima di arrendersi al turno successivo.
Ha rappresentato la Giordania in Coppa Davis a partire dal 2019 riportando dieci successi sugli undici incontri disputati.

## Statistiche

### Tornei minori

#### Singolare

##### Vittorie (4)
| Legenda tornei minori |
| Challenger (1)        |
| ITF (3)               |

| N. | Data            | Torneo                     | Superficie  | Avversario in finale | Punteggio        |
| 1. | luglio 2022     | M15 Monastir               | Cemento     | Daniel Rincón        | 2–1, rit.        |
| 2. | luglio 2022     | M15 Monastir               | Cemento     | Skander Mansouri     | 7–6(3), 6–4      |
| 3. | dicembre 2022   | M15 Trnava                 | Cemento (i) | Daniel Rincón        | 6–1, 6–4         |
| 4. | 1º ottobre 2023 | LTP Challenger, Charleston | Cemento     | Oliver Crawford      | 6–2, 6(5)–7, 6–3 |

##### Finali perse (2)
| Legenda tornei minori |
| Challenger (1)        |
| ITF (1)               |

| N. | Data             | Torneo                                           | Superficie | Avversario in finale | Punteggio           |
| 1. | gennaio 2023     | M25 Manacor                                      | Cemento    | Daniel Rincón        | 6(0)–7, 6–3, 6(9)–7 |
| 2. | 19 febbraio 2023 | Bahrain Ministry of Interior Challenger, Bahrein | Cemento    | Thanasi Kokkinakis   | 1–6, 4–6            |

#### Doppio

##### Vittorie (4)
| Legenda tornei minori |
| Challenger (2)        |
| ITF (2)               |

| N. | Data           | Torneo                           | Superficie  | Compagno           | Avversari in finale                   | Punteggio   |
| 1. | novembre 2020  | M15 Valldoreix                   | Terra rossa | Pedro Vives Marcos | Holger Rune Eric Vanshelboim          | 7–5, 6–3    |
| 2. | ottobre 2021   | M15 Naples                       | Cemento     | Bruno Kuzuhara     | Johannes Ingildsen Duarte Vale        | 6–4, 6–1    |
| 3. | 8 aprile 2023  | Murcia Open, Murcia              | Terra rossa | Daniel Rincón      | Marco Bortolotti Sergio Martos Gornés | 7–6(3), 6–4 |
| 4. | 5 gennaio 2024 | Canberra International, Canberra | Cemento     | Daniel Rincón      | André Göransson Albano Olivetti       | 7–6(4), 6–3 |

##### Finali perse (4)
| Legenda tornei minori |
| Challenger (2)        |
| ITF (2)               |

| N. | Data             | Torneo                        | Superficie  | Compagno           | Avversari in finale                           | Punteggio           |
| 1. | luglio 2021      | M15 Monastir                  | Cemento     | Pedro Vives Marcos | Arthur Bouquier Santiago Fa Rodríguez Taverna | 7–6(2), 3–6, [6–10] |
| 2. | dicembre 2022    | M15 Trnava                    | Cemento (i) | Coleman Wong       | Daniel Rincón Daniel Vallejo                  | 4–6, 2–6            |
| 3. | 8 giugno 2024    | Tyler Championships Tyler     | Cemento     | Andrés Andrade     | James Trotter Hans Hach Verdugo               | 6(3)–7, 4–6         |
| 4. | 23 novembre 2024 | Montemar Challenger, Montemar | Terra rossa | Daniel Rincón      | Karol Drzewiecki Piotr Matuszewski            | 6-3, 6-4            |

### Grande Slam Juniores

#### Doppio

##### Finali perse (1)
| Tornei del Grande Slam  |
| ----------------------- |
| Australian Open (0)     |
| Open di Francia (0)     |
| Torneo di Wimbledon (1) |
| US Open (0)             |

| N. | Data | Torneo                      | Superficie | Compagno      | Avversari in finale                       | Punteggio |
| 1. | 2021 | Torneo di Wimbledon, Londra | Erba       | Daniel Rincón | Edas Butvilas Alejandro Manzanera Pertusa | 3–6, 4–6  |